# Peltoperlidae
Peltoperlidae es una familia de Plecoptera. La familia Peltoperlidae incluye 11 géneros y 46 especies decriptas.
Las especies de esta familia son semivoltinas, lo que significa que sus ciclos de vida duran de 1 a 2 años. Los adultos de la familia generalmente emergen a fines de la primavera o principios del verano, de abril a junio. Las larvas son planas y de color marrón, y tienen una apariencia similar a una cucaracha debido a las placas torácicas expandidas que cubren la bases de sus patas, cabezas y abdomen. Las branquias cónicas se encuentran en el tórax en la base de las patas. Estas branquias traqueales son multifuncionales y clave para muchos procesos biológicos. No poseen mechones densos o branquias ramificadas en su tórax o abdomen, a diferencia de otras familias de Plecoptera. Las larvas también poseen mandíbulas anchas, parecidas a un cincel. Los adultos tienen dos ocelos además de sus dos ojos compuestos. Los epiproctos masculinos están esclerotizados y tienen forma de varilla, y ambos sexos carecen de venas cruzadas en el lóbulo anal de las alas anteriores.
Los peltoperlidos generalmente moran en ambientes erosivos lóticos y deposicionales. Estos hábitats son corrientes de aguas con sedimentos, plantas vasculares y detritos. Las especies de esta familia generalmente se encuentran entre la hojarasca y los montones de escombros atrapados en remansos.
Las especies de esta familia generalmente se adhieren a la superficie en hábitats erosivos o reposan libremente en las superficies superiores de los sustratos. El cuerpo de los Peltoperlidae es aplanado y con un perfil que ayuda a minimizar la resistencia al agua en una corriente que fluye.
Los Peltoperlidae se clasifican en el grupo de alimentación de los trituradores-detritívoros. Mastican y horadan a través de la hojarasca en sus hábitats. Son un contribuidor significativo de la descomposición de las hojas en las corrientes. Esta familia es muy sensible a las perturbaciones en las condiciones ambientales. Son intolerantes a la pérdida de materia orgánica gruesa para la alimentación y el hábitat. Dada esta baja tolerancia, los peltoperlidos son bioindicadores potenciales.

## Géneros
Estos 10 géneros pertenecen a la familia Peltoperlidae:
- Cryptoperla Needham, 1909
- Microperla Chu, 1928
- Peltoperla Needham, 1905
- Peltoperlopsis Illies, 1966
- Peltopteryx Stark, 1989
- Sierraperla Jewett, 1954
- Soliperla Ricker, 1952
- Tallaperla Stark & Stewart, 1981
- Viehoperla Ricker, 1952
- Yoraperla Ricker, 1952